# Затылочный пучок
Затылочный пучок представляет собой видную выпуклость или выступ затылочной кости в задней части черепа. Это важный признак в научных описаниях классических черепов неандертальцев. Он встречается среди архаичных видов Homo (включая неандертальцев), а также среди Homo sapiens верхнего плейстоцена и современных человеческих популяций.

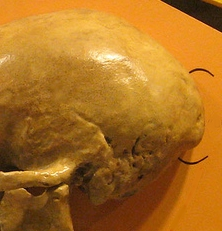
Затылочный пучок на черепе неандертальца

## Затылочные пучки у неандертальцев

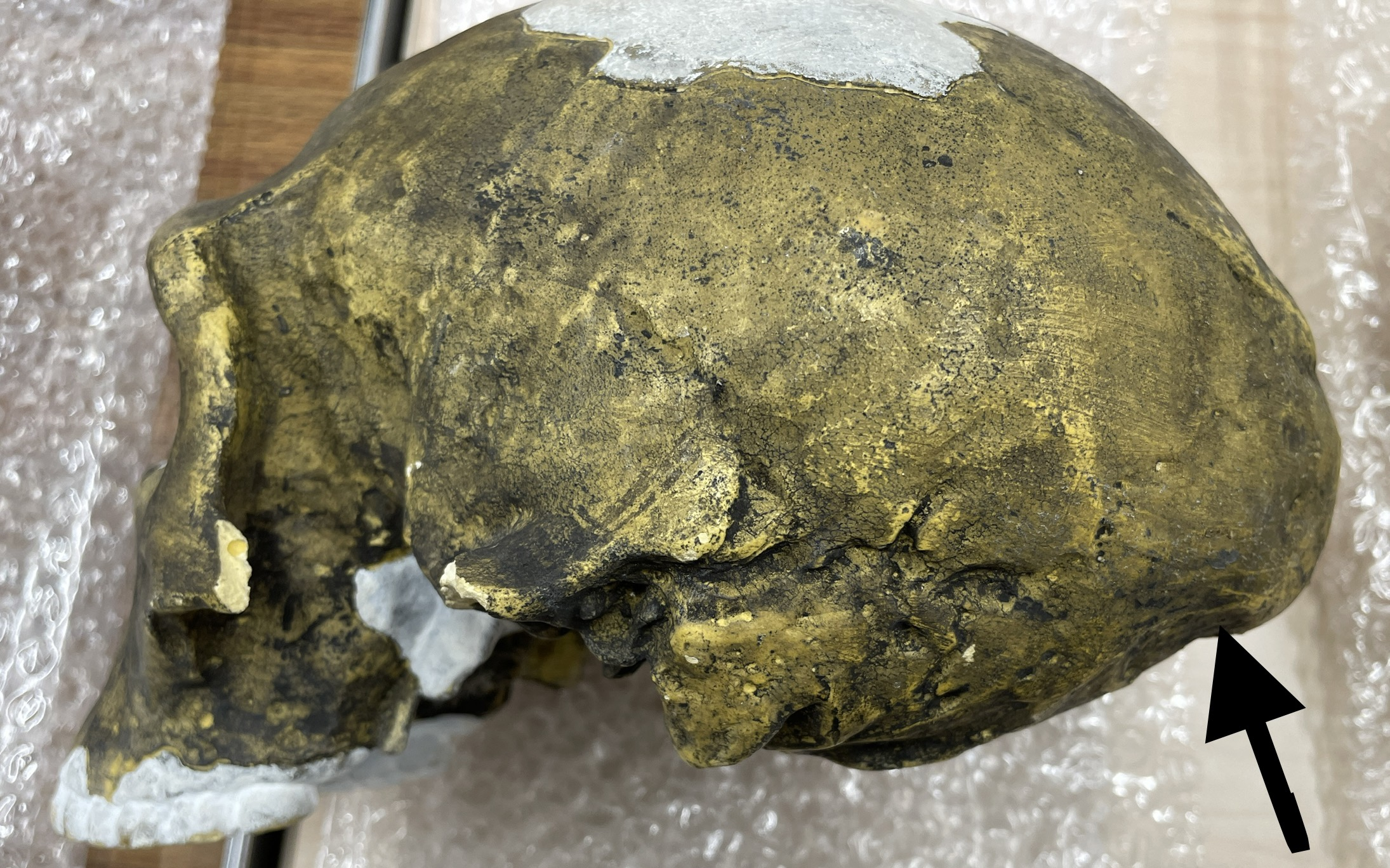
Затылочный пучок указывает на череп неандертальца.

Затылочный пучок представляет собой выступ затылочной кости. Это типичная черта неандертальцев, хотя это тенденция всех архаичных видов Homo. Истинное назначение затылочного пучка до сих пор не определено. Однако некоторые исследования обнаружили возможные эволюционные цели. В исследовании, опубликованном в Proceedings of the Royal Society B, затылочный пучок был приписан увеличению зрительной коры; предполагается, что это адаптация к более низким уровням освещенности в более высоких широтах Европы. Увеличенная зрительная кора также коррелирует с большими глазами у неандертальцев. Также предполагалось, что затылочный пучок снимает напряжение с мышц шеи, компенсируя вес более тяжелого и крепкого лица неандертальца.

## Гомология
Исследование, проведенное Либерманом, Пирсоном и Моубреем, свидетельствует о том, что у людей с узкой головой (долихоцефалией) или узким основанием черепа и относительно большим мозгом чаще всего используются затылочные пучки как средство решения проблемы пространственной упаковки. Это отличается от неандертальцев, у которых более широкое основание черепа. Это точно говорит об отсутствии гомологии в затылочных пучках неандертальцев и Homo sapiens.
В дополнение к неандертальцам было обнаружено, что окаменелые европейские ранние Homo sapiens имеют затылочные пучки. Многие современные человеческие популяции, включая саамов, бушменов Южной Африки и австралийских аборигенов, часто имеют затылочные пучки. Однако, как упоминалось ранее, нет никаких доказательств гомологии между неандертальцами и Homo sapiens.

## Затылочные пучки уHomo sapiens

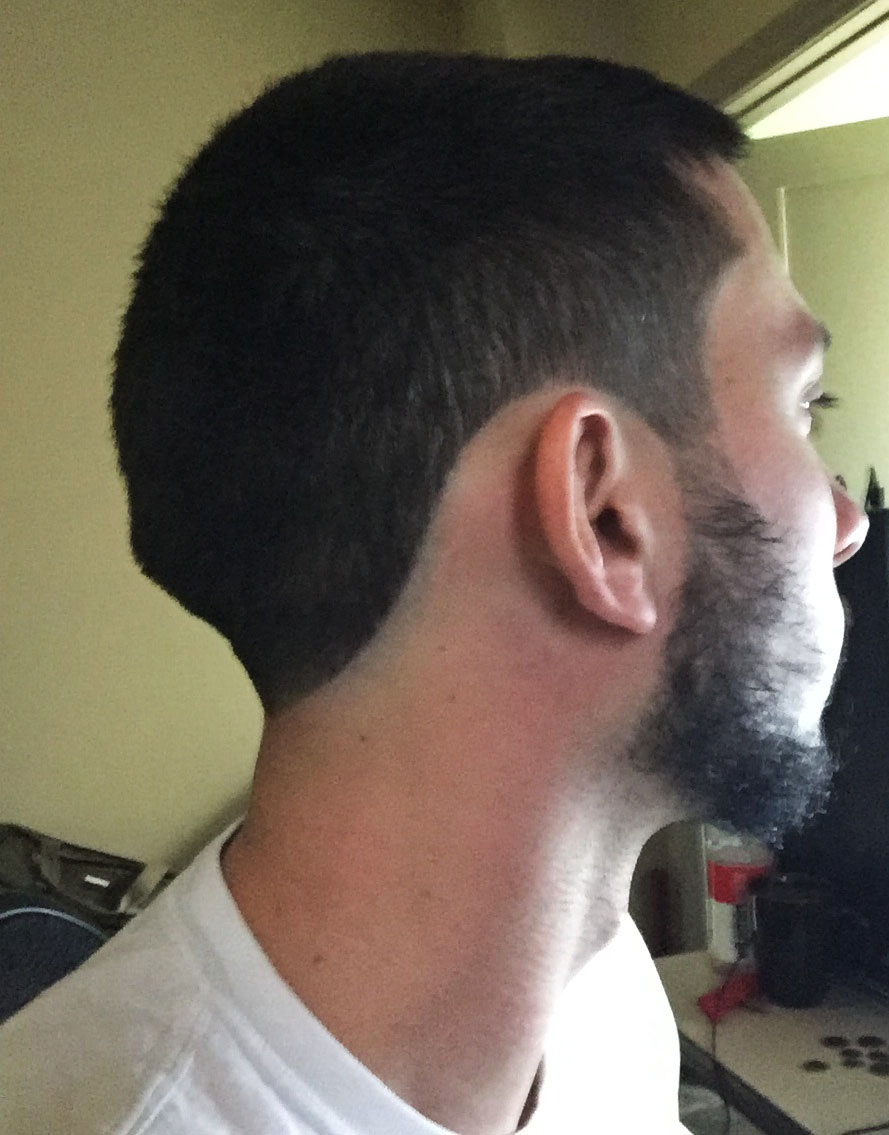
Затылочный пучок у современного мужчины

Как упоминалось выше, у окаменелых ранних современных Homo sapiens в Европе, а также у современных человеческих популяций, таких как саамы, бушмены Южной Африки и австралийские аборигены, в некоторой степени преобладают затылочные пучки.
Среди современных людей существует три класса затылочных пучков: тип I (гладкий), тип II (форма гребня) и тип III (форма шипа). Было обнаружено, что тип I чаще встречается у женщин, а тип III - у мужчин.
В некоторых случаях люди с затылочными пучками испытывают ряд симптомов. Наиболее распространенные симптомы включают болезненность в задней части черепа в положении лежа и/или при движении шеи. Хирургическая операция способна уменьшить размер затылочного пучка и облегчить симптомы.

## См.также
- Наружный затылочный выступ
- Анатомическая терминология для пространственных отношений